# Panitan
Panitan ist eine philippinische Stadtgemeinde in der Provinz Capiz. Sie hat 40.289 Einwohner (Zensus 1. August 2015).

## Baranggays
Panitan ist administrativ in 26 Baranggays unterteilt.
| - Agbabadiang - Agkilo - Agloway - Ambilay - Bahit - Balatucan - Banga-an - Cabugao - Cabangahan - Cadio - Cala-an - Capagao - Cogon | - Conciencia - Ensenagan - Intampilan - Pasugue - Poblacion Ilawod - Poblacion Ilaya - Quios - Salocon - Tabuc Norte - Tabuc Sur - Timpas - Tincupon - Tinigban |